# Vladimir Morozov (canoista 1940)
Vladimir Ivanovič Morozov (in russo Владимир Иванович Морозов?, in ucraino Володимир Іванович Морозов?, Volodymyr Ivanovyč Morozov; Krasnovodsk, 4 marzo 1940 – 8 febbraio 2023) è stato un canoista sovietico.

## Carriera
Vinse 3 medaglie d'oro in 3 diverse edizioni dei giochi olimpici. Non va confuso col canoista omonimo Vladimir Morozov che vinse un bronzo nel 1976.

## Palmarès
- Olimpiadi
  - Tokyo 1964: oro nel K4 1000 m.
  - Città del Messico 1968: oro nel K2 1000 m.
  - Monaco di Baviera 1972: oro nel K4 1000 m.

- Mondiali
  - 1963: argento nel K1 4x500 m.
  - 1966: oro nel K4 10000 m e bronzo nel K4 1000 m.
  - 1971: oro nel K4 1000 m.
  - 1973: argento nel K4 1000 m.
  - 1977: oro nel K4 10000 m e argento nel K4 1000 m.
  - 1978: oro nel K4 10000 m.